# Metro de Daejeon
Metro de Daejeon (en hangul, 대전도시철도; en hanja, 大田都市鐵道; romanización revisada, Daejeon dosicheoldo) es el sistema de metro de Daejeon, Corea del Sur, operado por la Corporación de Transporte Metropolitano de Daejeon. La red de metro de una sola línea fue abierta en 2006 con 12 estaciones. La línea fue extendida en 2007 y ahora consta de una línea, con 22 estaciones operativas y 22,6 km de ruta.

## Historia
Después de que el distrito administrativo de la ciudad fue expandido en 1995, se anunciaron planes en febrero de 1996 para un sistema de metro de cinco líneas, con una longitud de 102,3 km. La construcción de la Línea 1 empezó en octubre de 1996 y estuvo planificado para ser completado en 2003, pero se retrasó por la adquisición del derecho de vía y la crisis financiera asiática.

## Líneas
| Nombre de la línea | Nombre de la línea (hangul) | Estación de origen | Estación de destino | Estaciones | Longitud (km) |
|                    |                             |                    |                     |            |               |
| 1                  | 1호선                       | Panam              | Banseok             | 22         | 22.7          |
|                    |                             |                    |                     |            |               |

### Línea 1
La Línea 1 fue inicialmente diseñado para tener una longitud de 22,6 kilómetros, conectando el nuevo y el viejo centro de ciudad. Se abrió en dos fases y está planeada la apertura de una tercera.
- 16 de marzo de 2006: Fase 1 abierta (Panam ↔ Complejo de Gobierno)
- 17 de abril de 2007: Fase 2 completa, completamente abierta (Panam ↔ Banseok)
- 2029: Fecha de apertura provisional de la extensión de Banseok al Complejo de Gobierno Sejong[2]

La pista empieza en la estación de Banseok, en Yuseong-gu, y acaba en la estación de Panam, en Dong-gu.

### Línea 2
La Línea 2 ha pasado por un número de cambios y propuestas, incluyendo hacer un tren de levitación magnética. En 2015, se estableció un plan básico y anunciaron la ruta el año siguiente, la cual incluyó dos rutas de demostración que más tarde serían conectadas, uno en un casco urbano y uno en una área empresarial. Todavía se está planificando y será inaugurado en 2025.